# Stefan Leuer
Stefan Leuer (* 13. Mai 1913 in Bad Neuenahr; † 21. Februar 1979 in Köln) war ein deutscher Architekt. Er zählt zu den bekannten Kirchenbauarchitekten des Rheinlandes.

## Leben und Wirken
Leuer absolvierte das Realgymnasium in Ahrweiler. Nach dem Abitur 1933 und einem Praktikum bei einem Bauunternehmen mit Schreinerei, studierte Stefan Leuen Architektur an der Technischen Hochschule Aachen – von 1933 bis Dezember 1937.
Nach dem Diplom arbeitete er im Büro von Ludwig Mies van der Rohe und war während des Zweiten Weltkrieges dienstverpflichtet bei den Reichsautobahnen. 1946 wurde er Assistent bei Hans Schwippert an der Technischen Hochschule Aachen und arbeitete anschließend mit Schwippert zusammen bei dessen Projekten (Bundeshaus und Bundeskanzleramt) in Bonn. Dort wurde Bundeskanzler Konrad Adenauer auf Leuer aufmerksam (wie auch später in Maria Laach) und vermittelte ihm die Nachfolge der Kirchenbauklasse von Dominikus Böhm an den Kölner Werkschulen – die Berufung nach Köln erfolgte 1954 (gleichzeitig wurde Schwippert in Düsseldorf Direktor der Kunstakademie). Stefan Leuer leitete in Köln seine Kirchen- und Profanbau-Klasse, bis die Architekturabteilung der Werkschulen 1973 nach Köln-Deutz in die 1971 neugegründete Fachhochschule verlegt wurde.
Stefan Leuer war nun Architekturprofessor an der Fachhochschule (seit 2015 umbenannt in TH Köln), unterrichtete jedoch weiter Sakralbau. Er bevorzugte für seine Bauten Beton und Ziegelstein. Seinen Studenten vermittelte er den richtigen Umgang mit den entsprechenden Materialien – „materialgerecht“ und „werkgerecht“ waren seine Schlagworte.
Bis zu seinem Ruhestand im Jahre 1978 betrieb er neben seiner Lehrtätigkeit mit einem Partner ein Architekturbüro und errichtete im Rheinland zahlreiche Bauten: Kirchen, Kindergärten, Pfarrwohnungen, Altenpflegeheime sowie Werkstätten für Behinderte.

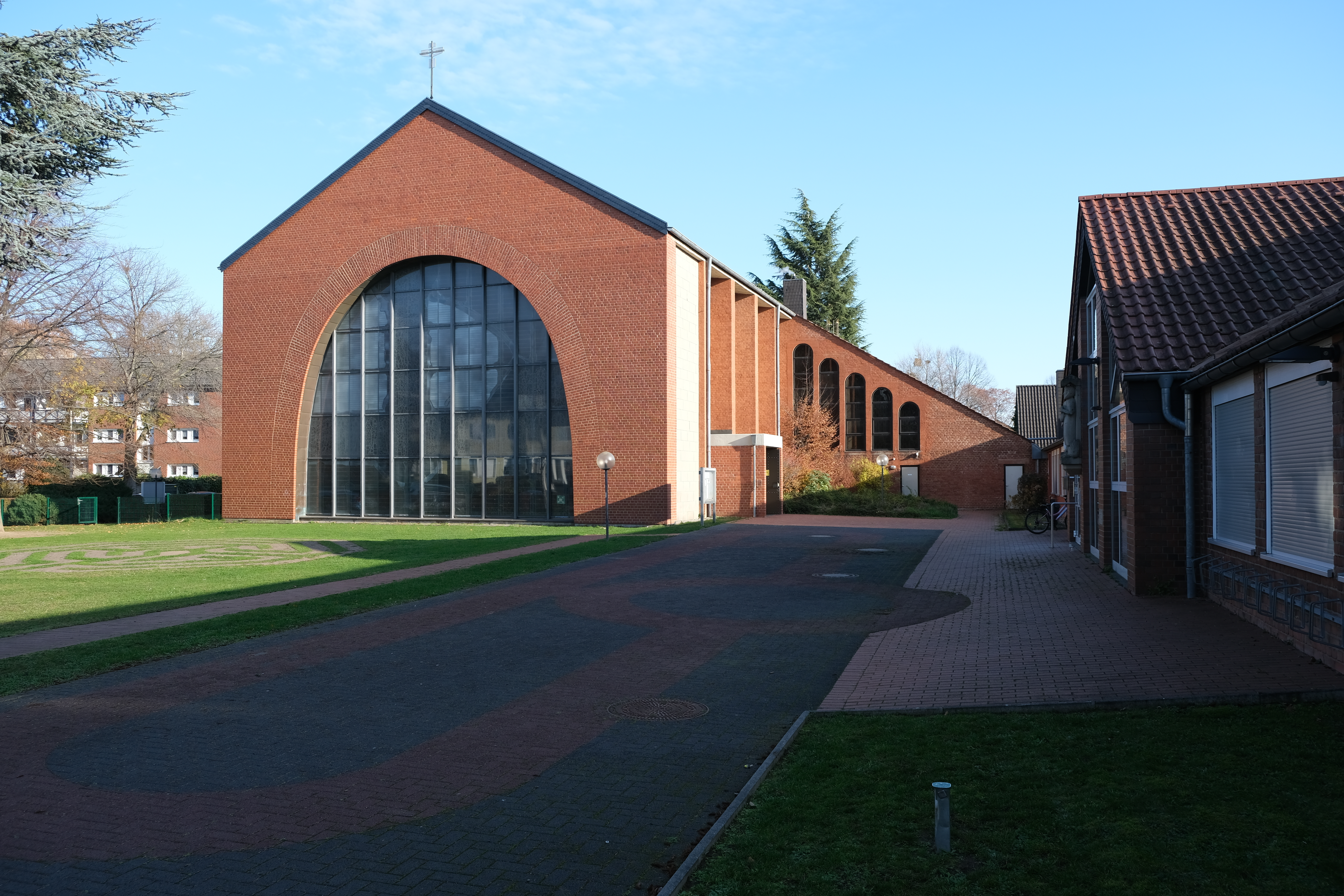
St. Paulus, Bonn-Tannenbusch (konsekriert 1953)

Stefan Leuer war verheiratet und hat eine Tochter.

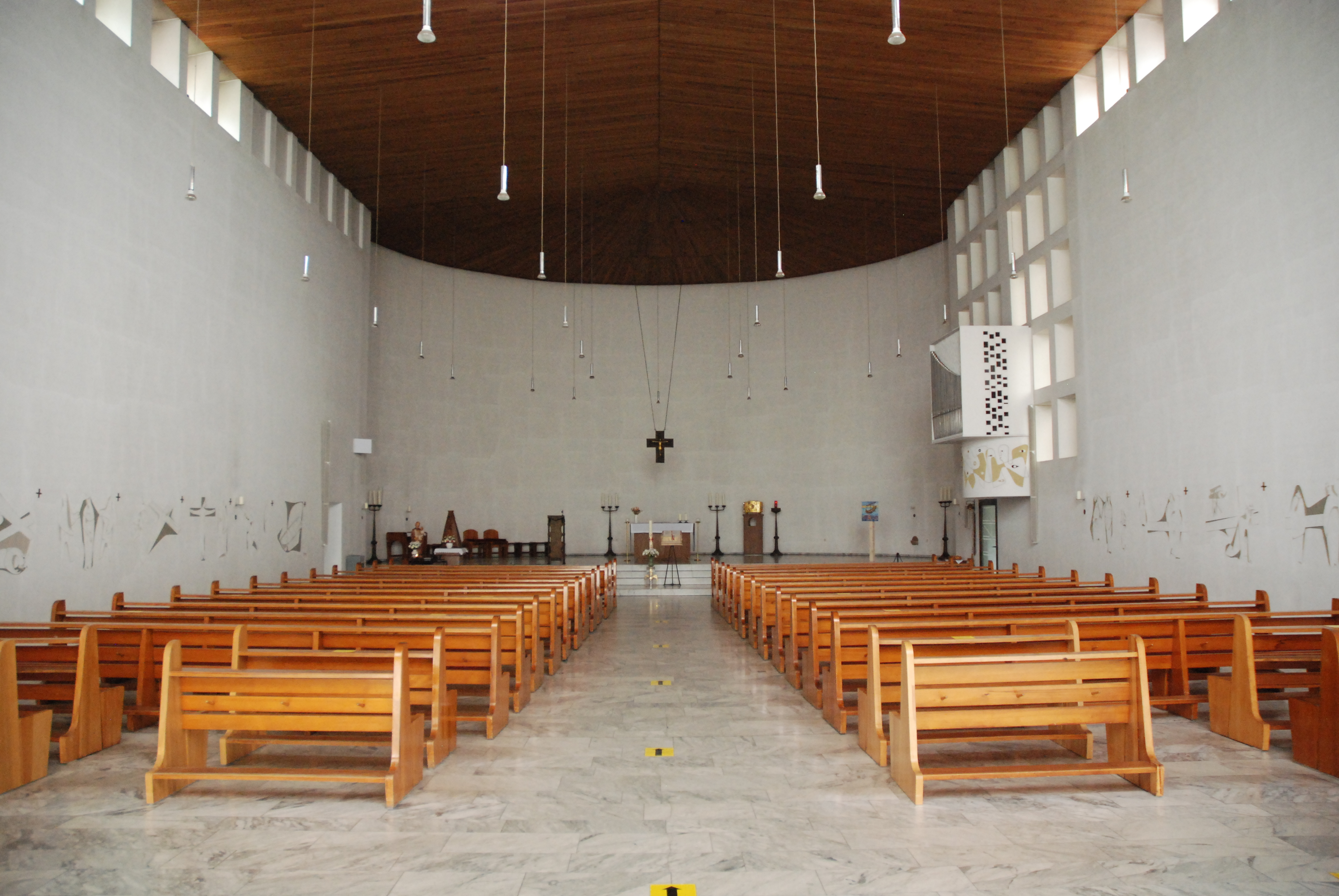
St. Paulus, Bonn-Tannenbusch (Innenraum, 2020)

## Werk (Auswahl)
- Inneneinrichtung des Bundeshauses in Bonn (als Assistent bzw. Mitarbeiter von Hans Schwippert)
- Renovierung des Palais Schaumburg in Bonn (als Assistent bzw. Mitarbeiter von Hans Schwippert)
- Bürogebäude der Provinzial-Versicherung in Düsseldorf (als Assistent bzw. Mitarbeiter von Hans Schwippert)

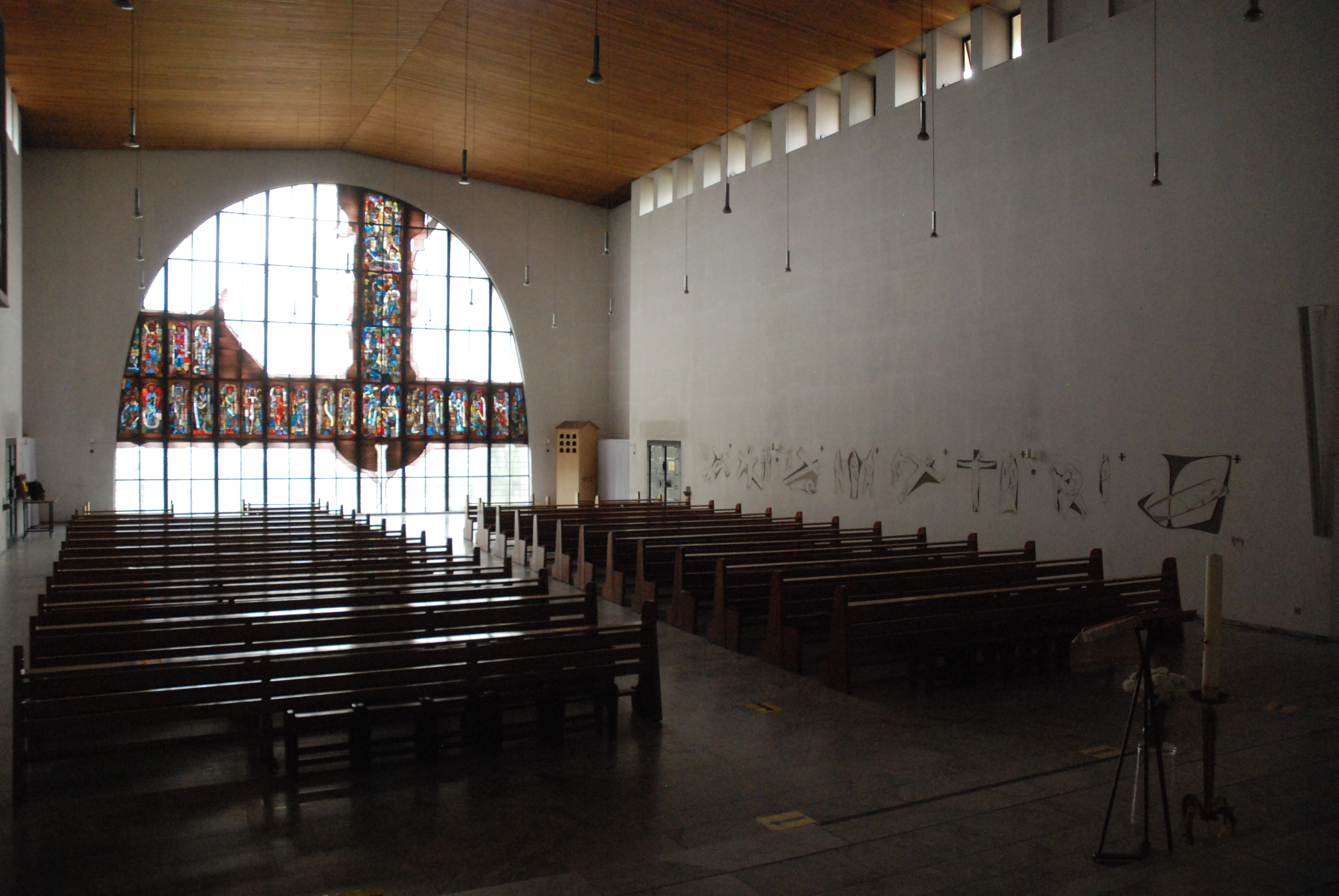
St. Paulus, Bonn-Tannenbusch (Innenraum nach Westen mit Fenster (Stammbaum Jesse) und Teil des Kreuzwegs von L. Schaffrath, 2020)

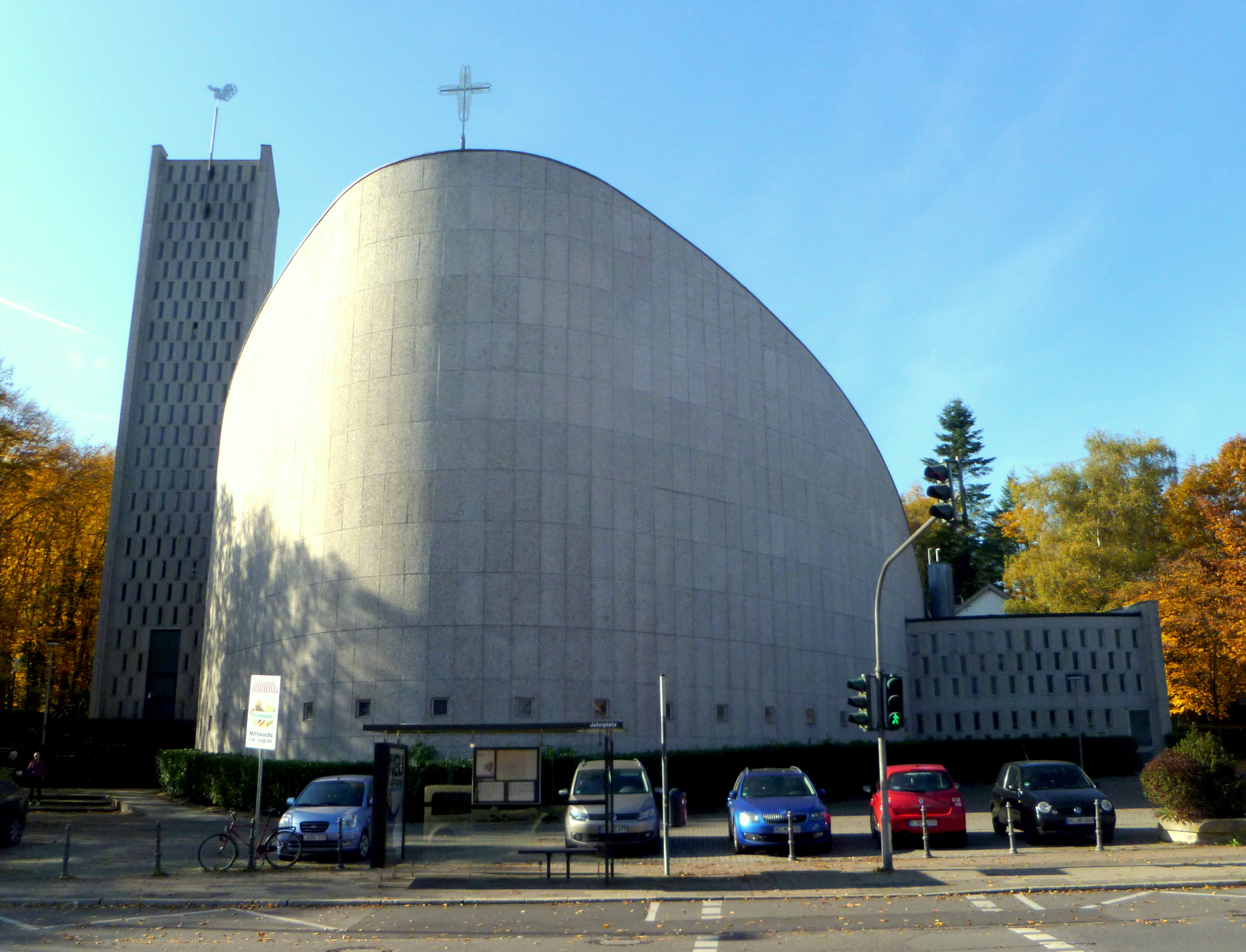
St. Gregorius, Aachen-Burtscheid

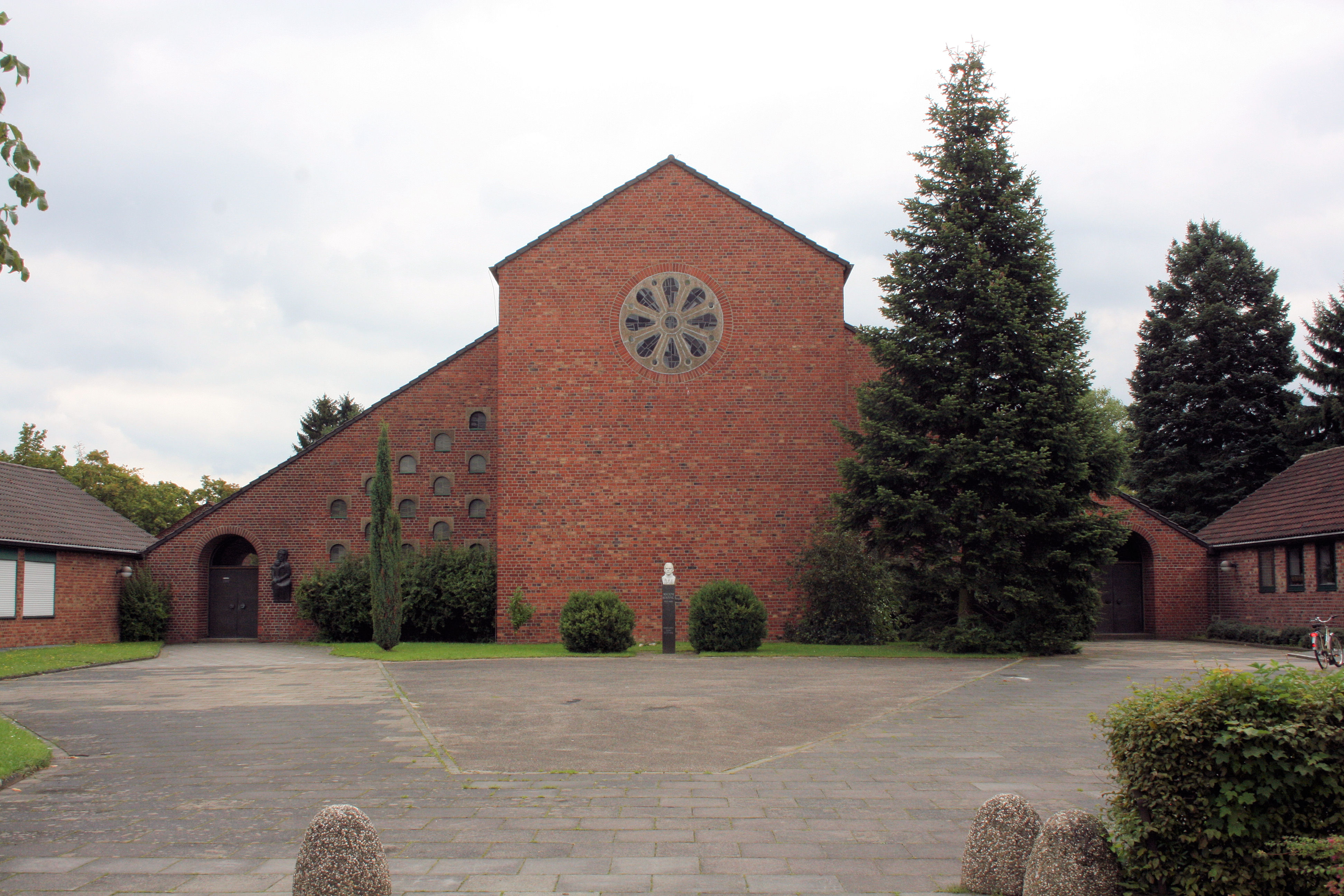
St. Joseph, Siegburg

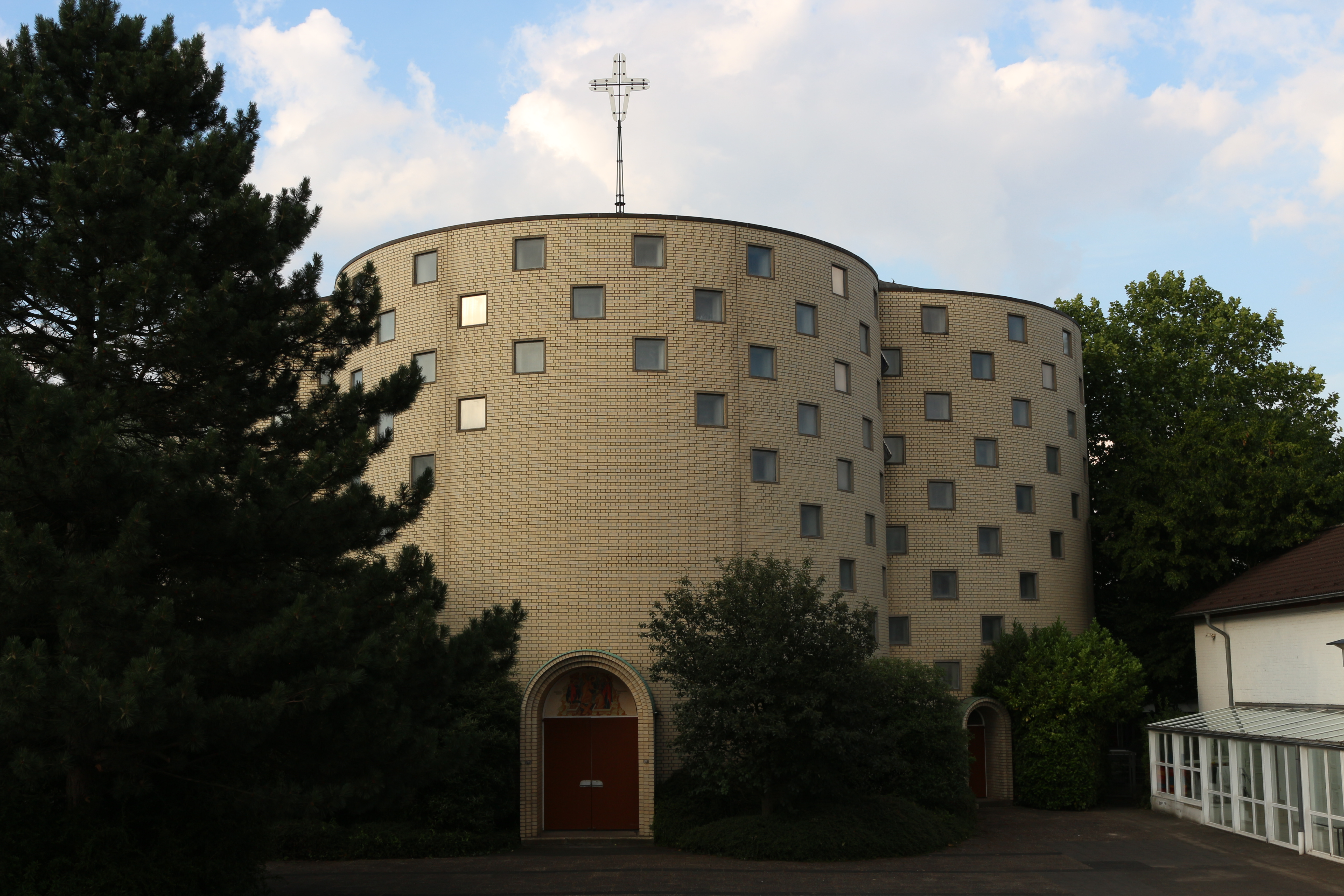
St. Barbara, Krefeld (ehemals St. Franziskus)

- Renovierung der Abteikirche Maria Laach in der Eifel
- Wiederaufbau und Erweiterung der Kölner Werkschulen
- Wohnanlage vor der Kirche St. Maria im Kapitol in Köln
- Aussichtsturm auf dem Krausberg bei Dernau
- Pfarrzentrum St. Pius in Bad Neuenahr-Ahrweiler[1]
- Aussichtsturm Der lange Köbes in Bad Neuenahr (Sichtbeton)
- katholische Pfarrkirche St. Gregorius in Aachen, Eupener Straße 222 (Planung ab 1962, Entwurf und Ausführungsplanung)
- katholische Pfarrkirche St. Franziskus in Krefeld, heute russisch-orthodoxe Kirche St. Barbara
- katholische Pfarrkirche St. Joseph in Siegburg
- 1951: Bonn, Wettbewerbsentwurf für die Münsterschule (3. Preis)[2]
- 1953: St. Paulus, Bonn-Tannenbusch[3]
- 1954–1956: Bonn, Kollegkapelle des Redemptoristen-Ordens
- 1955–1957: Bonn, Ortsteil Venusberg, katholisches Kirchen- und Gemeindezentrum Heilig Geist (Denkmalschutz)[4]
- 1956: Herzogenrath, katholische Pfarrkirche Herz Jesu
- 1958–1959: Dülken, katholische Pfarrkirche St. Cornelius (nur der Chorraum wurde nach Plänen von Stefan Leuer umgestaltet)
- 1961: Köln, katholische Pfarrkirche mit Pfarrzentrum St. Hildegard in der Au
- 1964–1966: Krefeld, katholische Pfarrkirche St. Thomas Morus
- 1965: Bonn, Ortsteil Hochkreuz, katholische Heilig-Kreuz-Kirche (mit Willi Zachert)[5]